# 王志匀
王志匀（1910年2月2日—2000年12月5日），又名王梦龙，男，陕西延长县张家滩人，1927年在绥德师范读书时加入共产党，担任过红二十六军秘书，筹办并任教瓦窑堡列宁小学。1937年2月筹办鲁迅师范学校并为首任校长。中华人民共和国成立后任青海省文教厅厅长，甘肃省政协副主席党组成员，甘肃省人民政府参事室主任、党组书记。